# Adamusy
Adamusy is een plaats in het Poolse district  Kolneński, woiwodschap Podlachië. De plaats maakt deel uit van de gemeente Turośl en telt 60 inwoners.